# Endokardiose

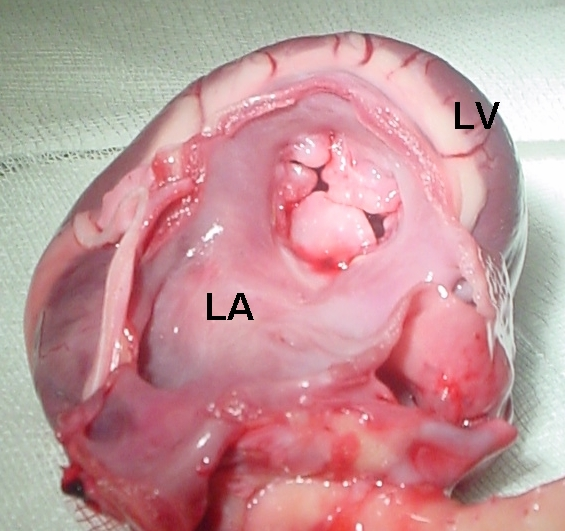
Blick vom linken Vorhof auf eine Mitralklappenendokardiose. Die Klappensegel sind knotig verdickt und schließen nicht korrekt. LA – linker Vorhof LV – linke Herzkammer

Als Endokardiose werden Erkrankungen an den Vorhofklappen des Herzens von Tieren bezeichnet, bei denen durch knotige Veränderungen der Klappensegel die Funktionsfähigkeit der Herzklappe beeinträchtigt wird. Weitere Bezeichnungen sind myxomatöse Degeneration der Atrioventrikularklappen, „chronische Klappenfibrose“ oder „chronisch degenerative Atrioventrikularklappenerkrankung“.

## Epidemiologie

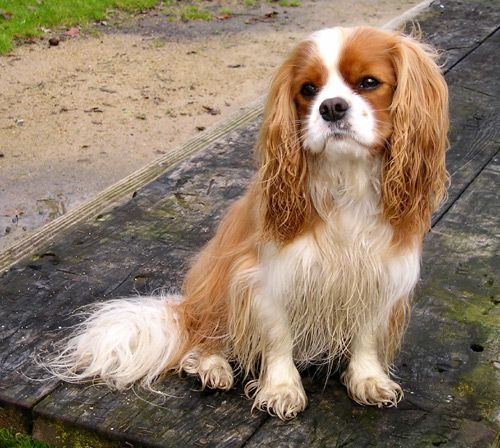
Etwa 50 Prozent aller Cavalier King Charles Spaniel erkranken an Endokardiosen.

Endokardiosen treten hauptsächlich bei Hunden auf und zählen hier mit 40 Prozent aller diagnostizierten Herzerkrankungen zu den häufigsten Störungen dieses Organs. Dabei handelt es sich um eine degenerative Erkrankung, die bei Hunden mancher Rassen mit einer genetischen Prädisposition in Zusammenhang stehen kann. Sie manifestiert sich häufig erst im mittleren oder höheren Lebensalter und betrifft vor allem Vertreter kleiner und mittelgroßer Rassen.
Bei Kleinrassen weist etwa jedes dritte Tier im Alter von mehr als zehn Jahren eine Schädigung einer Vorhofklappe auf. Besonders häufig erkranken Tiere der Rasse Cavalier King Charles Spaniel; hier hat mehr als die Hälfte der Tiere im Alter von 4 Jahren bereits Anzeichen der Funktionsstörung. Weitere häufig betroffene Rassen sind Pudel, Zwergschnauzer, Cocker Spaniel, Foxterrier, Boston Terrier, Dackel und Chihuahua. Obwohl im Anteil aller erkrankten Tiere keine Geschlechtsunterschiede erkennbar sind, zeigen männliche Individuen häufig schwerere Verläufe mit raschem Fortschreiten und damit einhergehend schnellerer Entwicklung von Stauungserscheinungen. Als weitere Tierart scheinen Pferde häufiger von der Erkrankung betroffen zu sein.

## Krankheitsentstehung

Von der Erkrankung können die Mitralklappe und die Trikuspidalklappe betroffen sein.

Die Erkrankung betrifft in weitaus häufigstem Maße (60 Prozent) die Mitralklappe. In 30 Prozent der Fälle ist gleichzeitig die Trikuspidalklappe betroffen. Weitaus seltener sind isolierte Schädigungen im Bereich der Trikuspidalklappe (10 Prozent) sowie der Aortenklappe oder der Pulmonalklappe.
Die Ursache für die Ausbildung von Endokardiosen ist noch nicht geklärt. Am verbreitetsten ist derzeit die Annahme, dass eine genetisch beeinflusste Degeneration von kollagenen Bindegewebsstrukturen die Ausbildung von Klappenfibrosen begünstigt. Für diese Annahme spricht, dass Hunderassen mit Neigung zur Ausbildung von Klappenendokardiosen auch andere Merkmale von ungenügender Bindegewebsstabilität (z. B. Bandscheibenvorfall, Trachealkollaps, Kreuzbandriss) neigen. Neben der Möglichkeit einer fehlerhaften Kollagenbildung (mutationsbedingte Defekte der im Herzen vorkommenden Kollagentypen I und III) wird eine gesteigerte enzymatische Zerstörung von Bindegewebssubstanz als mögliche Ursache angenommen. Daneben scheinen Stress, Bluthochdruck, Hypoxie, bakterielle und virale Infektionen sowie eine Vielzahl endokriner Störungen die Entstehung der Degeneration zu begünstigen.

## Einteilung
Es werden drei Stadien der Ausprägung von Endokardiosen unterschieden. Veränderungen vom Typ I sind kleine Areale erhöhter Dichte oder kleiner Knötchen am Rand der Klappe. Beim Typ II sind die Knötchen etwas größer, zahlreicher und beginnen, sich zu vereinigen. Typ III imponiert durch Plaque-artige Auflagerungen, große, knotige Veränderungen der Klappenränder und Verdickung des Klappenhalteapparates. Häufig ist neben dem Klappenrand auch seine Basis betroffen, es sind verkalkte Gebiete und punktförmige Einblutungen ins Gewebe erkennbar. Bei Veränderungen vom Typ IV sind die Klappensegel kontrahiert und verdreht, die freien Klappenränder erscheinen aufgerollt. Die Fäden des Klappenhalteapparates sind oft verlängert und führen so zu einem Klappenprolaps oder sind sogar gerissen.
Dem gegenüber steht die klinische Einteilung der Erkrankung. Sie orientiert sich im Wesentlichen an der CHIEF-Klassifikation, unterscheidet jedoch das Stadium B in die Unterstadien B1 und B2, wobei B2 durch eine beginnende Volumenüberlastung des linken Herzens gekennzeichnet ist. Das Stadium C wird dagegen nicht in 3 Untergruppen unterteilt.

## Untersuchungsmöglichkeiten

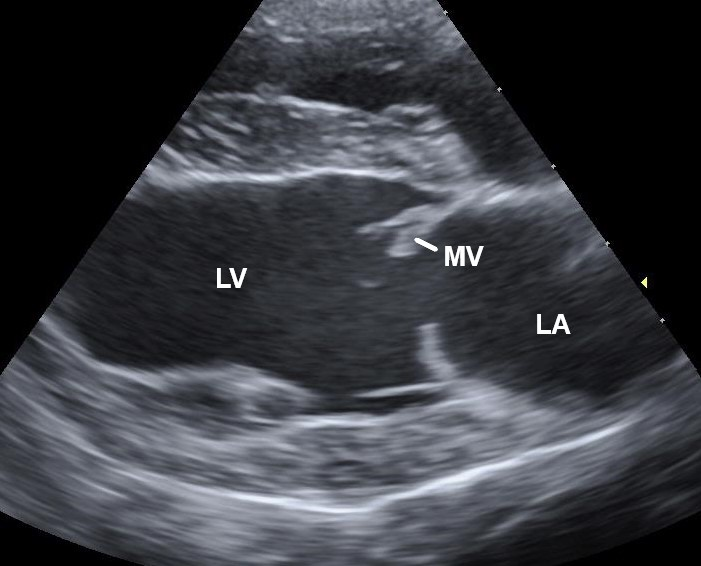
Mitralklappenendokardiose beim Hund im Ultraschall, Stadium B1. LA: linker Vorhof, LV: linke Hauptkammer, MV: Mitralklappe. Beginnende knotige Auftreibung am Ende des septalen Klappensegels.

Im Anfangsstadium bleiben Endokardiosen häufig unentdeckt, da sie keine für den Besitzer sichtbaren Krankheitserscheinungen hervorrufen.
Auskultatorisch lassen sich häufig krankhafte Herzgeräusche infolge des mangelnden Schlusses betroffener Klappen nachweisen. Eine sichere Diagnose kann mittels Sonografie gestellt werden.

## Behandlungsmöglichkeiten
Eine wiederherstellende Therapie ist in der Tiermedizin nicht üblich, da der Einsatz künstlicher Herzklappen nicht etabliert ist. Die Behandlung richtet sich daher vor allem auf die Minderung der durch die Endokardiose hervorgerufenen Störungen in der Herzfunktion und die Vermeidung chronischer Umbauvorgänge am Herzen. Dabei werden vor allem die Vorlast und Nachlast senkende Wirkstoffe wie Pimobendan, ACE-Hemmer, Diuretika und Spironolacton eingesetzt. Daneben werden je nach klinischem Zustand weitere Wirkstoffe wie Digoxin, Sildenafil oder Hydrochlorothiazid u. a. empfohlen.

## Endokardiose in der Humanmedizin
Der Begriff Endokardiose ist in der Humanmedizin ungebräuchlich. Allerdings weist das beim Menschen häufige Mitralklappenprolapssyndrom eine Vielzahl von Gemeinsamkeiten mit der Endokardiose bei Tieren auf, so dass die Begriffe gelegentlich als Synonyme angesehen werden. Das Mitralklappenprolapssyndrom tritt gehäuft bei Menschen mit asthenischem Körperbau und mit Erbkrankheiten des Bindegewebes wie dem Marfan-Syndrom, dem Ehlers-Danlos-Syndrom, der Osteogenesis imperfecta und der Polyarteriitis nodosa auf und weist pathologisch eine sogenannte Myxomatöse Degeneration der Klappensegel auf. Frauen sind etwa doppelt so häufig betroffen wie Männer, die Häufigkeit variiert je nach Strenge der angelegten Diagnosekriterien zwischen 2,4 und 15 %.